# Tupelo (Oklahoma)
Tupelo es una ciudad ubicada en el condado de Coal en el estado estadounidense de Oklahoma. En el año 2010 tenía una población de 	329 habitantes y una densidad poblacional de 329 personas por km².

## Geografía
Tupelo se encuentra ubicada en las coordenadas 34°36′11″N 96°25′14″O / 34.60306, -96.42056 (34.603133, -96.420531).

## Demografía
Según la Oficina del Censo en 2000 los ingresos medios por hogar en la localidad eran de $17,000 y los ingresos medios por familia eran $19,688. Los hombres tenían unos ingresos medios de $21,563 frente a los $15,000 para las mujeres. La renta per cápita para la localidad era de $8,852. Alrededor del 30.7% de la población estaban por debajo del umbral de pobreza.